# Das letzte Einhorn (Roman)
Der Fantasyroman Das letzte Einhorn (Originaltitel: englisch The Last Unicorn) von Peter S. Beagle wurde 1968 in den USA von Viking Press, Penguin Books und Ballantine Books in New York und in Großbritannien von The Bodley Head in London und Sydney veröffentlicht.

## Hintergrund
1962 begann Beagle die ersten Manuskripte für seinen Fantasyroman zu schreiben. Dabei gab es noch wesentliche Unterschiede zur später veröffentlichten endgültigen Version. So spielte die Handlung in der „modernen Welt“ des 20. Jahrhunderts und begann mit der Unterhaltung des Einhorns und eines Drachen. Nach rund 85 fertiggestellten Seiten legte er diese Arbeit beiseite, unschlüssig, was daraus werden sollte. Erst drei Jahre später nahm er sich erneut dieser Geschichte an, verwarf jedoch die Idee mit dem Drachen und überdachte die Handlung völlig neu. Die so entstandene Erzählung wurde 1968 erstmals veröffentlicht und ist seither in vielen Neuauflagen erschienen. Im Jahr 2005 veröffentlichte Peter S. Beagle im „The Magazine of Fantasy and Science Fiction“ eine Fortsetzung des Romans mit dem Titel Two Hearts (Zwei Herzen). Für diese Erzählung wurde Beagle 2006 mit dem Hugo Award ausgezeichnet. Zudem wurde die Geschichte in ihrer ersten Version 2006 unter dem Namen The last unicorn: the lost version herausgegeben.

## Handlung
Ein Einhorn lebt, wie es für seine Art üblich ist, zurückgezogen in einem kleinen Wald. Als dieser von zwei Jägern durchstreift wird, erfährt es zufällig, dass alle anderen Einhörner aus der Welt verschwunden sind und nur noch Legenden und Märchen von ihnen erzählen. Diese Vorstellung lässt ihm keine Ruhe, es beschließt seine Heimat zu verlassen und sich auf die Suche nach den anderen zu machen. Es erfährt von einem sprechenden Schmetterling etwas über den Verbleib der Artgenossen und hört erstmals vom Roten Stier, der die Einhörner im Auftrag König Haggards zusammengetrieben hat. Auf seiner Suche wird das Einhorn von der Hexe Mommy Fortuna eingefangen, in einen Käfig gesperrt und in ihrem Mitternachtszirkus ausgestellt. Schmendrick, ein scheinbar unbegabter Zauberer, erkennt es als magische Kreatur und hilft ihm zu entfliehen.
Auf ihrem Weg zu König Haggard und dem Roten Stier kommen sie in das Lager von Captain Cully und seiner Räuberbande, die in einem Wald hausen. Molly Grue, die Gefährtin Cullys, erkennt ebenfalls die wahre Natur des Einhorns und schließt sich ihnen an. Endlich erreichen sie das öde Reich König Haggards und die Stadt Hagsgate. Diese Stadt ist mit einem Fluch belegt, der besagt: Aus Hagsgate werde ein Held hervorkommen, der König Haggard stürzen und sein Reich sowie die Stadt Hagsgate zerstören werde.
Als sie auf den Roten Stier treffen und das Einhorn von diesem massiv bedroht wird, gelingt es Schmendrick, seine Zauberkräfte zu nutzen und es in eine wunderschöne junge Frau zu verwandeln. Für diese, von nun an als Lady Amalthea bezeichnet, zeigt der Stier keinerlei Interesse mehr und lässt sie weiterziehen. Sie gelangen zu König Haggard, der von Anfang an spürt, was es mit der angeblichen Lady Amalthea auf sich hat. Interessiert gestattet er daher den dreien für eine Zeit lang in seinem Schloss zu verweilen. Sein angenommener Sohn, Prinz Lír, verliebt sich sofort in Lady Amalthea. Diese verliert immer mehr ihr Ziel aus den Augen, je länger sie an einen menschlichen Körper gebunden ist. Haggard begrüßt diese Entwicklung sehr, und zwischen Lír und Amalthea entwickelt sich eine Liebesbeziehung.
Schmendrick und Molly Grue hingegen versuchen den geheimen Weg zum Roten Stier zu finden, um die Einhörner doch noch befreien zu können. Als sie diesen endlich finden, begeben sie sich mit Lady Amalthea und Prinz Lír dorthin. Der Stier bedroht sie und Schmendrick gelingt es endlich, seine Magie gezielt einzusetzen und Amalthea wieder die Gestalt eines Einhorns zurückzugeben. Gemeinsam mit Prinz Lír treibt es den Roten Stier nun selbst ins Meer. Dadurch werden die anderen Einhörner befreit. König Haggard, sein Schloss und die Stadt Hagsgate werden vernichtet. Prinz Lír wird zum neuen König, der sich als weise und gütig erweist. Den Verlust Lady Amaltheas muss er schmerzlich akzeptieren. Schmendrick und Molly Grue gehen fortan gemeinsamer Wege und halten dabei stets Ausschau in der Hoffnung, dem Einhorn dereinst wiederzubegegnen.

## Charaktere
Das Einhorn/Lady AmaltheaEin weibliches Einhorn ist der Protagonist in dieser Erzählung. Sie wird als wunderschönes, scheues, magisches Wesen beschrieben. Sie ist in der Lage, Trauer zu empfinden, kennt jedoch weder Mitleid noch Liebe oder Verzweiflung. Die Verwandlung in ein menschliches Wesen, die Lady Amalthea, verändert auch ihre Empfindungen nachhaltig. Sie spürt plötzlich Furcht, Einsamkeit und Verwirrung und empfindet schließlich sogar Mitleid und eine tiefe Liebe. Selbst nach der Rückverwandlung in ihre ursprüngliche Gestalt bleiben diese Gefühle erhalten und machen sie dadurch zu einem ganz besonderen Einhorn. Beagle selbst sagte, dass er den Namen „Amalthea“ an die griechische Göttin gleichen Namens angelehnt habe.
SchmendrickEr ist ein hagerer, großer Mann, der gern ein richtiger Zauberer wäre, aber nicht weiß, wie er Magie gezielt heraufbeschwören kann. Er ist jedoch in der Lage, die magischen Geschöpfe zu sehen, und erkennt so auch das Einhorn als das, was es ist. Er entwickelt im Verlauf der Geschichte durch die Unterstützung von Molly Grue ein Gespür für seine eigenen Fähigkeiten und so gelingt es ihm, das Einhorn in eine Frau zu verwandeln, um es zu beschützen.
Molly GrueSie ist eine Frau, die tief in ihrem Herzen an magischen Dingen festhält. So gibt die Begegnung mit dem Einhorn ihrem freudlosen Vagabundenleben plötzlich wieder einen Sinn. Sie schöpft neuen Mut und entwickelt eine tiefe Liebe zu dem Einhorn, aber auch zu Schmendrick, den sie nach besten Kräften unterstützt und an dessen Fähigkeiten sie nicht zweifelt.
König HaggardEr ist ein alter Mann, der stets auf der Suche zu sein scheint, durch nichts zufriedenzustellen ist und nur das an seiner Seite duldet, was ihm Vorteile verschafft. Er sucht insbesondere nach dem Glück, das seinem Leben verwehrt blieb. So adoptierte er beispielsweise Lír oder ließ die Einhörner gefangen nehmen, in der Hoffnung, dass ihn das glücklicher machen könnte. Seine mentale Stärke gibt ihm jedoch die Macht, selbst den Roten Stier zu beherrschen.
Der Rote StierEr ist älter als das Einhorn und stellt eine ernstzunehmende Bedrohung für dieses Wesen dar. Er ist riesig und so rot wie angetrocknetes Blut. Von seinem Körper geht ein furchteinflößendes Licht aus und ein Brüllen lässt sogar die Erde erzittern. Er sucht auf König Haggards Befehl hin alle Einhörner und treibt sie ins Meer, so dass sie sich nicht mehr an Land trauen.
Prinz LírEr ist der Ziehsohn König Haggards. Als die junge Lady Amalthea zu ihnen kommt, verliebt er sich sofort in sie und versucht sie durch Heldentaten, wie das Töten eines Drachen, zu beeindrucken. Er schreibt ihr sogar liebevolle Gedichte und entwickelt sich zu einer starken Persönlichkeit, so dass aus ihm am Ende ein gütiger, weiser neuer König werden kann.
Der SchmetterlingEr ist es, der dem Einhorn am Anfang der Geschichte einige sehr wichtige Informationen über den Verbleib der Artgenossen anvertraut. Allerdings spricht er in Rätseln oder singt ihm dafür Lieder vor.
Mommy FortunaSie ist eine alte Hexe, die ihre dunkle Magie benutzt, um den Leuten mit ihrem kleinen Zirkus der Kuriositäten das Geld aus der Tasche zu ziehen. Sie gaukelt ihnen vor, dass sie echte Fabelwesen in ihren Käfigen zur Schau stelle, die meisten davon sind jedoch ganz normale Tiere, die sie verzaubert hat. Es gibt allerdings zwei Ausnahmen, die Harpyie und das Einhorn, die sie gefangen nehmen konnte, wodurch sie ihr eigenes Schicksal herausfordert.
Captain CullyEr ist der Anführer einer kleinen Räuberbande, in dessen Gefolge sich auch Molly Grue befindet.
Die KatzeSie ist in der Lage, das Einhorn in Lady Amalthea zu erkennen, kann mit Menschen sprechen und gibt Molly Grue Hinweise über den Roten Stier und seinen Aufenthaltsort.

## Rezeption
- Der Roman wurde im Jahr 1982 als Zeichentrickanimation Das letzte Einhorn verfilmt. Die musikalische Umsetzung durch den US-amerikanischen Komponisten Jimmy Webb, die Rockband America und das London Symphony Orchestra kam ebenfalls 1982 als Soundtrackalbum Das letzte Einhorn heraus.
- 1988 gab es am Intiman Playhouse in Seattle eine Bühnenfassung des Romans, zu der Peter S. Beagle ebenfalls das Drehbuch schrieb. Das von Elizabeth Huddle produzierte Musical wurde in Zusammenarbeit mit dem Pacific Northwest Ballet aufgeführt.[4] 2009 gab es erneut eine Bühnenfassung, die in Chicago vom Promethean Theatre Ensemble und dem Regisseur Edward Rutherford inszeniert wurde.[5]
- Die Geschichte ist 2009 als Hörbuch, gelesen von Andreas Fröhlich, bei Der Hörverlag erschienen.